# Liste des matchs de l'équipe d'Angola de football par adversaire
Cette liste présente les matchs de l'équipe d'Angola de football par adversaire rencontré.
- Haut – A
- B
- C
- D
- E
- F
- G
- H
- I
- J
- K
- L
- M
- N
- O
- P
- Q
- R
- S
- T
- U
- V
- W
- X
- Y
- Z

| Sommaire |
| Afrique du Sud • Algérie • Argentine • Bénin • Botswana • Burkina Faso • Burundi • Cameroun • Cap-Vert • Congo-Brazzaville • Congo-Kinshasa • Corée du Sud • Côte d'Ivoire • Cuba • Égypte • Érythrée • Gabon • Ghana • Guinée • Guinée équatoriale • Guinée-Bissau • Iran • Japon • Kenya • Lesotho • Libye • Madagascar • Malawi • Mali • Maroc • Maurice • Mexique • Mozambique • Namibie • Niger • Nigeria • Ouganda • Portugal • Rwanda • Sao Tomé-et-Principe • Sénégal • Soudan • Swaziland • Tanzanie • Tchad • Togo • Tunisie • Turquie • Zaïre • Zambie • Zimbabwe |

## A

### Afrique du Sud
Confrontations entre l'Angola et l'Afrique du Sud :
| Date            | Lieu                         | Match                   | Score | Compétition                                 |
| 20 janvier 1996 | Johannesbourg Afrique du Sud | Angola - Afrique du Sud | 0-1   | Coupe d'Afrique 1996                        |
| 8 février 1998  | Bobo-Dioulasso Burkina Faso  | Afrique du Sud - Angola | 0-0   | Coupe d'Afrique 1998                        |
| 3 octobre 1998  | Johannesbourg Afrique du Sud | Afrique du Sud - Angola | 1-0   | Qualifications pour la Coupe d'Afrique 2000 |
| 20 juin 1999    | Luanda Angola                | Angola - Afrique du Sud | 2-2   | Qualifications pour la Coupe d'Afrique 2000 |
| 15 janvier 2002 | Mmabatho Afrique du Sud      | Afrique du Sud - Angola | 1-0   | Match amical                                |
| 23 janvier 2008 | Tamale Ghana                 | Afrique du Sud - Angola | 1-1   | Coupe d'Afrique 2008                        |

#### Bilan
- Total de matchs disputés : 6
- Victoires de l'équipe d'Angola : 0
- Victoires de l'équipe d'Afrique du Sud : 3
- Match nul : 3

### Algérie
| 4 juin 2004     | Alger  | Algérie - Angola | 0-0 | FIFA 2006 Qualification |
| --------------- | ------ | ---------------- | --- | ----------------------- |
| 4 juin 2005     | Luanda | Angola - Algérie | 2-1 | FIFA 2006 Qualification |
| 18 Janvier 2010 | Luanda | Angola - Algérie | 0-0 | CAN 2010 (Groupe A)     |
| 15 Janvier 2024 | Bouaké | Algérie - Angola | 1-1 | CAN 2024 (Groupe C)     |

### Argentine
| Date        | Lieu           | Match              | Score | Compétition  |
| 30 mai 2006 | Salerne Italie | argentine - Angola | 2 - 0 | Match amical |

#### Bilan
- Total de matchs disputés : 1
- Victoires de l'équipe d'Angola : 0
- Victoires de l'équipe d'Argentine : 1
- Match nul : 0

## B

### Bénin
Confrontations entre l'Angola et le Bénin :
| Date             | Lieu          | Match          | Score | Compétition                                 |
| 10 décembre 1987 | Luanda Angola | Angola - Bénin | 0-0   | Match amical                                |
| 2 août 1998      | Cotonou Bénin | Bénin - Angola | 2-1   | Qualifications pour la Coupe d'Afrique 2000 |
| 16 août 1998     | Luanda Angola | Angola - Bénin | 2-0   | Qualifications pour la Coupe d'Afrique 2000 |
| 1er juin 2008    | Luanda Angola | Angola - Bénin | 3-0   | Qualifications pour la Coupe du monde 2010  |
| 7 septembre 2008 | Cotonou Bénin | Bénin - Angola | 3-2   | Qualifications pour la Coupe du monde 2010  |

#### Bilan
- Total de matchs disputés : 5
- Victoires de l'équipe d'Angola : 2
- Victoires de l'équipe du Bénin : 2
- Match nul : 1

### Botswana
Confrontations entre l'Angola et le Botswana :
| Date            | Lieu                         | Match             | Score         | Compétition                                 |
| 22 janvier 1995 | Gaborone Botswana            | Botswana - Angola | 1-2           | Qualifications pour la Coupe d'Afrique 1996 |
| 30 juillet 1995 | Luanda Angola                | Angola - Botswana | 4-0           | Qualifications pour la Coupe d'Afrique 1996 |
| 18 juillet 2004 | Luanda Angola                | Angola - Botswana | 1-1 (5-3 pen) | Match amical                                |
| 9 août 2005     | Johannesbourg Afrique du Sud | Botswana - Angola | 0-0           | Match amical                                |
| 10 août 2005    | Johannesbourg Afrique du Sud | Angola - Botswana | 0-0           | Match amical                                |
| 29 juillet 2007 | Gaborone Botswana            | Botswana - Angola | 0-0 (3-1 pen) | Match amical                                |

#### Bilan
- Total de matchs disputés : 6
- Victoires de l'équipe d'Angola : 2
- Victoires de l'équipe du Botswana : 0
- Match nul : 4

### Burkina Faso
Confrontations entre l'Angola et le Burkina Faso :
| Date              | Lieu                     | Match                  | Score | Compétition                                 |
| 13 janvier 2001   | Ouagadougou Burkina Faso | Burkina Faso - Angola  | 1-0   | Qualifications pour la Coupe d'Afrique 2002 |
| 25 mars 2001      | Luanda Angola            | Angola - Burkina Faso  | 2-0   | Qualifications pour la Coupe d'Afrique 2002 |
| 10 Septembre 2014 | Luanda Angola            | Angola - Burkina Faso  | 0-3   | Qualifications pour la CAN 2015             |
| 19 Novembre 2014  | Ouagadougou Burkina Faso | Burkina Faso - Angola  | 1-1   | Qualifications pour la CAN 2015             |
| 10 Juin 2018      | Ouagadougou Burkina Faso | Burkina Faso - Angola  | 3-1   | Qualifications pour la CAN 2019             |
| 18 Novembre 2018  | Luanda Angola            | Angola - Burkina Faso  | 2-1   | Qualifications pour la CAN 2019             |
| 23 Janvier 2024   | Bouaké Côte d'Ivoire     | Angola vs Burkina Faso | 2-0   | CAN 2024 (Groupe D)                         |

#### Bilan
- Total de matchs disputés :7
- Victoires de l'équipe d'Angola : 3
- Victoires de l'équipe du Burkina Faso : 3
- Match nul : 1

### Burundi
| Date             | Lieu              | Match            | Score | Compétition                                 |
| 3 septembre 2000 | Bujumbura Burundi | Burundi - Angola | 0 - 0 | Qualifications pour la Coupe d'Afrique 2002 |
| 17 juin 2001     | Luanda Angola     | Angola - Burundi | 2 - 1 | Qualifications pour la Coupe d'Afrique 2002 |

#### Bilan
- Total de matchs disputés : 2
- Victoires de l'équipe d'Angola : 1
- Victoires de l'équipe du Burundi : 0
- Match nul : 0

## C

### Cameroun
Confrontations entre l'Angola et le Cameroun :
| Date            | Lieu                            | Match             | Score | Compétition                                |
| 21 août 1981    | Luanda Angola                   | Angola - Cameroun | 0-0   | Match amical                               |
| 30 avril 1987   | Brazzaville République du Congo | Cameroun - Angola | 2-0   | Match amical                               |
| 8 janvier 1989  | Yaoundé Cameroun                | Cameroun - Angola | 1-1   | Qualifications pour la Coupe du monde 1990 |
| 25 juin 1989    | Luanda Angola                   | Angola - Cameroun | 1-2   | Qualifications pour la Coupe du monde 1990 |
| 24 janvier 1996 | Durban Afrique du Sud           | Angola - Cameroun | 3-3   | Coupe d'Afrique 1996                       |
| 12 janvier 1997 | Yaoundé Cameroun                | Cameroun - Angola | 0-0   | Qualifications pour la Coupe du monde 1998 |
| 8 juin 1997     | Luanda Angola                   | Angola - Cameroun | 1-1   | Qualifications pour la Coupe du monde 1998 |
| 28 janvier 1998 | Garoua Cameroun                 | Cameroun - Angola | 1-0   | Match amical                               |
| 9 juillet 2000  | Yaoundé Cameroun                | Cameroun - Angola | 3-0   | Qualifications pour la Coupe du monde 2002 |
| 6 mai 2001      | Luanda Angola                   | Angola - Cameroun | 2-0   | Qualifications pour la Coupe du monde 2002 |
| 21 janvier 2006 | Le Caire Égypte                 | Cameroun - Angola | 3-1   | Coupe d'Afrique 2006                       |
| 14 octobre 2009 | Olhão Portugal                  | Cameroun - Angola | 0-0   | Match amical                               |

#### Bilan
- Total de matchs disputés : 12
- Victoires de l'équipe d'Angola : 1
- Victoires de l'équipe du Cameroun : 5
- Match nul : 6

### Cap-Vert
Confrontations entre l'Angola et le Cap-Vert :
| Date             | Lieu              | Match             | Score | Compétition             |
| 19 novembre 1988 | Praia Cap-Vert    | Cap-Vert - Angola | 2-3   | Match amical            |
| 6 juillet 2000   | Praia Cap-Vert    | Cap-Vert - Angola | 1-1   | Match amical            |
| 17 août 2005     | Lisbonne Portugal | Angola - Cap-Vert | 2-1   | Match amical            |
| 16 Novembre 2023 | Praia Cap-Vert    | Cap-Vert - Angola | 0-0   | FIFA 2026 Qualification |
| 24 Mars 2025     | Luanda Angola     | Angola - Cap-Vert |       | FIFA 2026 Qualification |

#### Bilan
- Total de matchs disputés : 4
- Victoires de l'équipe d'Angola : 2
- Victoires de l'équipe du Cap-Vert : 0
- Match nul : 2

### Congo-Brazzaville
Confrontations entre l'Angola et le Congo (Congo-Brazzaville):
| Date             | Lieu                            | Match          | Score | Compétition                                 |
| 17 novembre 1980 | Luanda Angola                   | Angola - Congo | 1-1   | Qualifications pour la Coupe d'Afrique 1982 |
| 30 novembre 1980 | Brazzaville République du Congo | Congo - Angola | 0-0   | Qualifications pour la Coupe d'Afrique 1982 |
| 25 août 1981     | Luanda Angola                   | Angola - Congo | 1-3   | Match amical                                |
| 3 avril 1983     | Brazzaville République du Congo | Congo - Angola | 1-0   | Match amical                                |
| 19 avril 1987    | Brazzaville République du Congo | Congo - Angola | 3-3   | Match amical                                |
| 11 novembre 1990 | Luanda Angola                   | Angola - Congo | 1-0   | Match amical                                |
| 20 février 2005  | Brazzaville République du Congo | Congo - Angola | 0-2   | Match amical                                |
| 4 avril 2007     | Cabinda Angola                  | Angola - Congo | 0-0   | Match amical                                |

#### Bilan
- Total de matchs disputés : 8
- Victoires de l'équipe d'Angola : 2
- Victoires de l'équipe du Congo : 2
- Match nul : 4

### Congo-Kinshasa
Confrontations entre l'Angola et le république démocratique du Congo :
| Date            | Lieu                                      | Match             | Score | Compétition          |
| 20 août 2003    | Luanda Angola                             | Angola - RD Congo | 0-2   | Match amical         |
| 23 mai 2004     | Kinshasa République démocratique du Congo | RD Congo - Angola | 1-3   | Match amical         |
| 25 janvier 2006 | Le Caire Égypte                           | Angola - RD Congo | 0-0   | Coupe d'Afrique 2006 |
| 22 août 2007    | Kinshasa République démocratique du Congo | RD Congo - Angola | 3-1   | Match amical         |

#### Bilan
- Total de matchs disputés : 4
- Victoires de l'équipe d'Angola : 1
- Victoires de l'équipe de république démocratique du Congo : 2
- Match nul : 1

### Corée du Sud
Confrontations entre l'Angola et la Corée du Sud :
| Date          | Lieu               | Match                 | Score | Compétition  |
| 1er mars 2006 | Séoul Corée du Sud | Corée du Sud - Angola | 1-0   | Match amical |

#### Bilan
- Total de matchs disputés : 1
- Victoires de l'équipe d'Angola : 0
- Victoires de l'équipe de Corée du Sud : 1
- Match nul : 0

### Côte d'Ivoire
Confrontations entre l'Angola et la Côte d'Ivoire :
| Date             | Lieu                        | Match                  | Score | Compétition                                 |
| 9 avril 1989     | Luanda Angola               | Angola - Côte d'Ivoire | 0-2   | Qualifications pour la Coupe d'Afrique 1990 |
| 23 avril 1989    | Abidjan Côte d'Ivoire       | Côte d'Ivoire - Angola | 4-1   | Qualifications pour la Coupe d'Afrique 1990 |
| 16 février 1998  | Bobo-Dioulasso Burkina Faso | Côte d'Ivoire - Angola | 5-2   | Coupe d'Afrique 1998                        |
| 17 novembre 2007 | Melun France                | Angola - Côte d'Ivoire | 2-1   | Match amical                                |

#### Bilan
- Total de matchs disputés : 4
- Victoires de l'équipe d'Angola : 1
- Victoires de l'équipe de Côte d'Ivoire : 3
- Match nul : 0

### Cuba
Confrontations entre l'Angola et Cuba :
| Date            | Lieu          | Match         | Score | Compétition  |
| 8 décembre 1987 | Luanda Angola | Angola - Cuba | 3-2   | Match amical |

#### Bilan
- Total de matchs disputés : 1
- Victoires de l'équipe d'Angola : 1
- Victoires de l'équipe de Cuba : 0
- Match nul : 0

## E

### Égypte
Confrontations entre l'Angola et l'Égypte :
| Date            | Lieu                         | Match           | Score | Compétition                                |
| 11 octobre 1992 | Le Caire Égypte              | Égypte - Angola | 1-0   | Qualifications pour la Coupe du monde 1994 |
| 18 janvier 1993 | Luanda Angola                | Angola - Égypte | 0-0   | Qualifications pour la Coupe du monde 1994 |
| 15 janvier 1996 | Johannesbourg Afrique du Sud | Égypte - Angola | 2-1   | Coupe d'Afrique 1996                       |
| 13 janvier 2008 | Alverca do Ribatejo Portugal | Angola - Égypte | 3-3   | Match amical                               |
| 4 février 2008  | Kumasi Ghana                 | Égypte - Angola | 2-1   | Coupe d'Afrique 2008                       |

#### Bilan
- Total de matchs disputés : 5
- Victoires de l'équipe d'Angola : 0
- Victoires de l'équipe d'Égypte : 3
- Match nul : 2

### Émirats arabes unis

#### Confrontations
Confrontations entre les Émirats arabes unis et l'Angola :
|   | Date            | Lieu      | Match                        | Score | Compétition  |
| - | --------------- | --------- | ---------------------------- | ----- | ------------ |
| 1 | 12 octobre 2010 | Abou Dabi | Émirats arabes unis - Angola | 0-2   | Match amical |

#### Bilan
Au 12 avril 2019 :
- Total de matchs disputés : 1
- Victoires des Émirats arabes unis : 0
- Match nul : 0
- Victoires de l'Angola : 1
- Total de buts marqués par les Émirats arabes unis : 0
- Total de buts marqués par l'Angola : 2

### Érythrée
Confrontations entre l'Angola et l'Érythrée :
| Date         | Lieu            | Match             | Score | Compétition                                 |
| 25 mars 2007 | Luanda Angola   | Angola - Érythrée | 6-1   | Qualifications pour la Coupe d'Afrique 2008 |
| 2 juin 2007  | Asmara Érythrée | Érythrée - Angola | 1-1   | Qualifications pour la Coupe d'Afrique 2008 |

#### Bilan
- Total de matchs disputés : 2
- Victoires de l'équipe d'Angola : 1
- Victoires de l'équipe d'Érythrée : 0
- Match nul : 0

## G

### Gabon
Confrontations entre l'Angola et le Gabon :
| Date             | Lieu                            | Match          | Score              | Compétition                                 |
| 23 août 1981     | Luanda Angola                   | Angola - Gabon | 1-1                | Match amical                                |
| 18 novembre 1982 | Libreville Gabon                | Gabon - Angola | 2-2                | Qualifications pour la Coupe d'Afrique 1984 |
| 28 novembre 1982 | Luanda Angola                   | Angola - Gabon | 4-0                | Qualifications pour la Coupe d'Afrique 1984 |
| 5 octobre 1986   | Luanda Angola                   | Angola - Gabon | 1-0                | Qualifications pour la Coupe d'Afrique 1988 |
| 19 octobre 1986  | Libreville Gabon                | Gabon - Angola | 1-0 a.p. (3-5 pen) | Qualifications pour la Coupe d'Afrique 1988 |
| 27 avril 1987    | Brazzaville République du Congo | Angola - Gabon | 1-0                | Match amical                                |
| 29 novembre 1987 | Libreville Gabon                | Gabon - Angola | 0-0                | Match amical                                |
| 1er août 1988    | ???? Angola                     | Angola - Gabon | 4-1                | Match amical                                |
| 11 juin 1989     | Luanda Angola                   | Angola - Gabon | 2-0                | Qualifications pour la Coupe du monde 1990  |
| 27 août 1989     | Libreville Gabon                | Gabon - Angola | 1-0                | Qualifications pour la Coupe du monde 1990  |
| 19 mars 1994     | ???? Angola                     | Angola - Gabon | 2-1                | Match amical                                |
| 24 janvier 1999  | Luanda Angola                   | Angola - Gabon | 3-1                | Qualifications pour la Coupe d'Afrique 2000 |
| 6 juin 1999      | Libreville Gabon                | Gabon - Angola | 3-1                | Qualifications pour la Coupe d'Afrique 2000 |
| 25 août 2002     | Luanda Angola                   | Angola - Gabon | 1-0                | Match amical                                |
| 3 juillet 2004   | Libreville Gabon                | Gabon - Angola | 2-2                | Qualifications pour la Coupe du monde 2006  |
| 4 septembre 2005 | Luanda Angola                   | Angola - Gabon | 3-0                | Qualifications pour la Coupe du monde 2006  |

#### Bilan
- Total de matchs disputés : 16
- Victoires de l'équipe d'Angola : 10
- Victoires de l'équipe du Gabon : 3
- Match nul : 3

### Ghana
Confrontations entre l'Angola et le Ghana :
| Date             | Lieu          | Match          | Score | Compétition                                 |
| 11 novembre 1980 | Luanda Angola | Angola - Ghana | 1-2   | Match amical                                |
| 6 octobre 1996   | Kumasi Ghana  | Ghana - Angola | 2-1   | Qualifications pour la Coupe d'Afrique 1998 |
| 22 juin 1997     | Luanda Angola | Angola - Ghana | 1-0   | Qualifications pour la Coupe d'Afrique 1998 |
| 28 avril 2004    | Accra Ghana   | Ghana - Angola | 1-1   | Match amical                                |

#### Bilan
- Total de matchs disputés : 4
- Victoires de l'équipe d'Angola : 1
- Victoires de l'équipe du Ghana : 2
- Match nul : 1

### Guinée
Confrontations entre l'Angola et la Guinée :
| Date             | Lieu          | Match           | Score | Compétition                                 |
| 5 octobre 1988   | Luanda Angola | Angola - Guinée | 4-1   | Qualifications pour la Coupe d'Afrique 1990 |
| 16 octobre 1994  | Kamsar Guinée | Guinée - Angola | 3-1   | Qualifications pour la Coupe d'Afrique 1996 |
| 23 avril 1995    | Luanda Angola | Angola - Guinée | 3-0   | Qualifications pour la Coupe d'Afrique 1996 |
| 20 novembre 2007 | Melun France  | Angola - Guinée | 0-3   | Match amical                                |

#### Bilan
- Total de matchs disputés : 4
- Victoires de l'équipe d'Angola : 2
- Victoires de l'équipe de Guinée : 2
- Match nul : 0

### Guinée équatoriale
Confrontations entre l'Angola et le Guinée équatoriale :
| Date            | Lieu                      | Match                       | Score | Compétition                                 |
| 16 octobre 1988 | Malabo Guinée équatoriale | Guinée équatoriale - Angola | 0-0   | Qualifications pour la Coupe d'Afrique 1990 |
| 2 juillet 2000  | Malabo Guinée équatoriale | Guinée équatoriale - Angola | 0-1   | Qualifications pour la Coupe d'Afrique 2002 |
| 16 juillet 2000 | Luanda Angola             | Angola - Guinée équatoriale | 4-1   | Qualifications pour la Coupe d'Afrique 2002 |

#### Bilan
- Total de matchs disputés : 3
- Victoires de l'équipe d'Angola : 2
- Victoires de l'équipe de Guinée équatoriale : 0
- Match nul : 1

### Guinée-Bissau
Confrontations entre l'Angola et le Guinée-Bissau :
| Date            | Lieu        | Match                  | Score | Compétition  |
| 26 juillet 1987 | ???? Angola | Angola - Guinée-Bissau | 0-0   | Match amical |

#### Bilan
- Total de matchs disputés : 1
- Victoires de l'équipe d'Angola : 0
- Victoires de l'équipe de Guinée-Bissau : 0
- Match nul : 1

## I

### Iran
Confrontations entre l'Angola et l'Iran :
| Date         | Lieu    | Match         | Score | Compétition                    |
| 21 juin 2006 | Leipzig | Iran - Angola | 1-1   | Coupe du monde 2006 (groupe D) |

#### Bilan
- Total de matchs disputés : 1
- Victoires de l'équipe d'Angola : 0
- Victoires de l'équipe d'Iran : 0
- Match nul : 1

## J

### Japon
| Date             | Lieu        | Match          | Score | Compétition  |
| 16 novembre 2005 | Tokyo Japon | Japon - Angola | 1 - 0 | Match amical |

#### Bilan
- Total de matchs disputés : 1
- Victoires de l'équipe d'Angola : 0
- Victoires de l'équipe du Japon : 1
- Match nul : 0

## K

### Kenya
Confrontations entre l'Angola et le Kenya :
| Date             | Lieu          | Match          | Score | Compétition                                 |
| 8 octobre 2006   | Luanda Angola | Angola - Kenya | 3-1   | Qualifications pour la Coupe d'Afrique 2008 |
| 8 septembre 2007 | Nairobi Kenya | Kenya - Angola | 2-1   | Qualifications pour la Coupe d'Afrique 2008 |

#### Bilan
- Total de matchs disputés : 2
- Victoires de l'équipe d'Angola : 1
- Victoires de l'équipe du Kenya : 1
- Match nul : 0

## L

### Lesotho
| Date            | Lieu              | Match            | Score | Compétition  |
| 10 mars 1990    | Maputo Mozambique | Lesotho - Angola | 1 - 3 | Match amical |
| 4 juillet 1999  | Maseru Lesotho    | Lesotho - Angola | 0 - 1 | Match amical |
| 23 juillet 2000 | Maseru Lesotho    | Lesotho - Angola | 2 - 1 | Match amical |
| 7 janvier 2001  | Manzini Swaziland | Angola - Lesotho | 2 - 0 | Match amical |
| 30 avril 2006   | Maseru Lesotho    | Lesotho - Angola | 1 - 3 | Match amical |
| 28 juillet 2007 | Gaborone Botswana | Angola - Lesotho | 2 - 0 | Match amical |

#### Bilan
- Total de matchs disputés : 6
- Victoires de l'équipe d'Angola : 5
- Victoires de l'équipe du Lesotho : 1
- Match nul : 0

### Libye
Confrontations entre l'Angola et la Libye :
| Date            | Lieu          | Match          | Score | Compétition                                |
| 28 janvier 2001 | Luanda Angola | Angola - Libye | 3-1   | Qualifications pour la Coupe du monde 2002 |
| 29 juin 2001    | Tripoli Libye | Libye - Angola | 1-1   | Qualifications pour la Coupe du monde 2002 |

#### Bilan
- Total de matchs disputés : 2
- Victoires de l'équipe d'Angola : 1
- Victoires de l'équipe de Libye : 0
- Match nul : 1

## M

### Madagascar
Confrontations entre l'Angola et le Madagascar :
| Date          | Lieu                    | Match               | Score | Compétition                                 |
| 17 août 1990  | Luanda Angola           | Angola - Madagascar | 0-1   | Qualifications pour la Coupe d'Afrique 1992 |
| 28 avril 1991 | Antananarivo Madagascar | Madagascar - Angola | 0-0   | Qualifications pour la Coupe d'Afrique 1992 |

#### Bilan
- Total de matchs disputés : 2
- Victoires de l'équipe d'Angola : 0
- Victoires de l'équipe de Madagascar : 1
- Match nul : 1

### Malawi
Confrontations entre l'Angola et le Malawi :
| Date            | Lieu            | Match           | Score         | Compétition                                 |
| 24 avril 1999   | Blantyre Malawi | Malawi - Angola | 1-2           | Match amical                                |
| 20 mai 2000     | Blantyre Malawi | Malawi - Angola | 0-0 (4-5 pen) | Match amical                                |
| 18 mai 2002     | Blantyre Malawi | Malawi - Angola | 2-1           | Match amical                                |
| 12 octobre 2002 | Lilongwe Malawi | Malawi - Angola | 1-0           | Qualifications pour la Coupe d'Afrique 2004 |
| 6 juillet 2003  | Luanda Angola   | Angola - Malawi | 5-1           | Qualifications pour la Coupe d'Afrique 2004 |
| 14 janvier 2010 | Luanda Angola   | Angola - Malawi | 2-0           | Coupe d'Afrique 2010 (Groupe A)             |
| 16 juillet 2013 | Blantyre Malawi | Malawi - Angola | 2-3           | Match amical                                |
| 12 juin 2016    | Blantyre Malawi | Malawi - Angola | 3-0           | Match amical                                |

#### Bilan
- Total de matchs disputés : 5
- Victoires de l'équipe d'Angola : 2
- Victoires de l'équipe du Malawi : 2
- Match nul : 1

### Mali
Confrontations entre l'Angola et le Mali :
| Date             | Lieu          | Match         | Score | Compétition                                 |
| 13 novembre 1994 | Bamako Mali   | Mali - Angola | 1-1   | Qualifications pour la Coupe d'Afrique 1996 |
| 4 juin 1995      | Luanda Angola | Angola - Mali | 1-0   | Qualifications pour la Coupe d'Afrique 1996 |
| 11 février 2009  | Luanda Angola | Angola - Mali | 0-4   | Coupe d'Afrique 2010 (Groupe A)             |
| 10 janvier 2010  | Luanda Angola | Angola - Mali | 4-4   | Coupe d'Afrique 2010 (Groupe A)             |
| 2 juillet 2019   | Ismaïlia      | Angola - Mali | 0-1   | Coupe d'Afrique des nations 2019 (gr. E)    |

#### Bilan
Au 30 juin 2019 :
- Total de matchs disputés : 5
- Victoires de l'équipe d'Angola : 1
- Victoires de l'équipe du Mali : 2
- Match nul : 2

### Maroc
Confrontations entre l'Angola et le Maroc :
| Date            | Lieu                         | Match          | Score | Compétition                     |
| 14 janvier 1998 | Casablanca Maroc             | Maroc - Angola | 2-1   | Match amical                    |
| 31 mars 2004    | Casablanca Maroc             | Maroc - Angola | 3-1   | Match amical                    |
| 17 janvier 2006 | Marrakech Maroc              | Maroc - Angola | 2-2   | Match amical                    |
| 16 janvier 2008 | Rabat Maroc                  | Maroc - Angola | 2-1   | Match amical                    |
| 31 mars 2009    | Lisbonne Portugal            | Maroc - Angola | 2-0   | Match amical                    |
| 19 janvier 2013 | Johannesbourg Afrique du Sud | Angola - Maroc | 0-0   | Coupe d'Afrique 2013 (Groupe A) |
| 28 mai 2014     | Luanda Angola                | Angola - Maroc | 2-0   | Match amical                    |

#### Bilan
- Total de matchs disputés : 6
- Victoires de l'équipe d'Angola : 0
- Victoires de l'équipe du Maroc : 5
- Match nul : 1

### Maurice
| Date             | Lieu              | Match            | Score | Compétition                                     |
| 28 février 1999  | Luanda, Angola    | Angola - Maurice | 0-2   | Qualifications pour la Coupe d'Afrique 2000     |
| 10 avril 1999    | Curepipe, Maurice | Maurice - Angola | 1-1   | Qualifications pour la Coupe d'Afrique 2000     |
| 10 juin 2001     | Luanda, Angola    | Angola - Maurice | 1-0   | Match amical                                    |
| 29 avril 2006    | Maseru, Lesotho   | Angola - Maurice | 5-1   | Match amical                                    |
| 28 février 1999  | Angola            | Angola - Maurice | 2-0   | Qualifications Coupe d'Afrique des nations 2000 |
| 10 avril 1999    | Maurice           | Maurice - Angola | 1-1   | Qualifications Coupe d'Afrique des nations 2000 |
| 10 juin 2001     | Angola            | Angola - Maurice | 1-0   | Coupe COSAFA 2001                               |
| 29 avril 2006    | Lesotho           | Angola - Maurice | 5-1   | Coupe COSAFA 2006                               |
| 21 Novembre 2023 | Maurice           | Maurice - Angola | 0-0   | FIFA 2026 Qualification                         |
| 8 Septembre 2025 | Luanda, Angola    | Angola - Maurice |       | FIFA 2026 Qualification                         |

### Mauritanie

#### Confrontations
Confrontations entre la Mauritanie et l'Angola en matches officiels :
|   | Date            | Lieu       | Match               | Score | Compétition                                                  |
| - | --------------- | ---------- | ------------------- | ----- | ------------------------------------------------------------ |
| 1 | 12 octobre 2018 | Luanda     | Angola - Mauritanie | 4-1   | Qualifications à la Coupe d'Afrique des nations 2019 (gr. I) |
| 2 | 16 octobre 2018 | Nouakchott | Mauritanie - Angola | 1-0   | Qualifications à la Coupe d'Afrique des nations 2019 (gr. I) |
| 3 | 29 juin 2019    | Suez       | Mauritanie - Angola | 0-0   | Coupe d'Afrique des nations 2019 (gr. E)                     |
| 4 | 20 Janvier 2024 | Bouaké     | Mauritanie - Angola | 2-3   | CAN 2024 (Groupe D)                                          |

#### Bilan
- Total de matchs disputés : 4
- Victoires de la Mauritanie : 1
- Matchs nuls : 1
- Victoires de l'Angola : 2
- Total de buts marqués par la Mauritanie : 4
- Total de buts marqués par l'Angola : 6

### Mexique
| Date         | Lieu    | Match            | Score | Compétition                    |
| 16 juin 2006 | Hanovre | Mexique - Angola | 0 - 0 | Coupe du monde 2006 (groupe D) |

#### Bilan
- Total de matchs disputés : 1
- Victoires de l'équipe d'Angola : 0
- Victoires de l'équipe du Mexique : 0
- Match nul : 1

### Mozambique
Confrontations entre l'Angola et le Mozambique :
| Date              | Lieu              | Match               | Score | Compétition                                 |
| 8 novembre 1980   | Luanda Angola     | Angola - Mozambique | 1-1   | Match amical                                |
| 23 juin 1985      | Maputo Mozambique | Mozambique - Angola | 0-3   | Match amical                                |
| 7 juillet 1985    | ???? Mozambique   | Mozambique - Angola | 3-2   | Match amical                                |
| 12 juillet 1985   | ???? Angola       | Angola - Mozambique | 1-0   | Match amical                                |
| 8 novembre 1985   | Luanda Angola     | Angola - Mozambique | 0-0   | Match amical                                |
| 13 avril 1989     | Luanda Angola     | Angola - Mozambique | 1-1   | Match amical                                |
| 6 mars 1990       | Maputo Mozambique | Mozambique - Angola | 2-1   | Match amical                                |
| 30 août 1990      | ???? Mozambique   | Mozambique - Angola | 0-2   | Match amical                                |
| 9 novembre 1990   | Luanda Angola     | Angola - Mozambique | 4-2   | Match amical                                |
| 8 janvier 1995    | Luanda Angola     | Angola - Mozambique | 1-0   | Qualifications pour la Coupe d'Afrique 1996 |
| 16 juillet 1995   | Maputo Mozambique | Mozambique - Angola | 2-1   | Qualifications pour la Coupe d'Afrique 1996 |
| 30 mars 1997      | Maputo Mozambique | Mozambique - Angola | 1-2   | Match amical                                |
| 20 juillet 1998   | Lilongwe Malawi   | Mozambique - Angola | 1-1   | Match amical                                |
| 25 juin 2002      | Maputo Mozambique | Mozambique - Angola | 1-1   | Match amical                                |
| 19 septembre 2004 | Maputo Mozambique | Mozambique - Angola | 0-1   | Match amical                                |

#### Bilan
- Total de matchs disputés : 15
- Victoires de l'équipe d'Angola : 7
- Victoires de l'équipe du Mozambique : 3
- Match nul : 5

## N

### Namibie
Confrontations entre l'Angola et la Namibie :
| Date              | Lieu                        | Match            | Score | Compétition                                 |
| 4 septembre 1994  | Luanda Angola               | Angola - Namibie | 2-0   | Qualifications pour la Coupe d'Afrique 1996 |
| 8 avril 1995      | Windhoek Namibie            | Namibie - Angola | 2-2   | Qualifications pour la Coupe d'Afrique 1996 |
| 12 février 1998   | Bobo-Dioulasso Burkina Faso | Angola - Namibie | 3-3   | Coupe d'Afrique 1998                        |
| 30 mai 1998       | Windhoek Namibie            | Namibie - Angola | 1-1   | Match amical                                |
| 28 septembre 1999 | Luanda Angola               | Angola - Namibie | 1-0   | Match amical                                |
| 2 octobre 1999    | Windhoek Namibie            | Namibie - Angola | 1-1   | Match amical                                |
| 7 septembre 2003  | Luanda Angola               | Angola - Namibie | 2-0   | Match amical                                |
| 20 septembre 2003 | Windhoek Namibie            | Namibie - Angola | 1-3   | Match amical                                |
| 9 mai 2004        | Luanda Angola               | Angola - Namibie | 2-1   | Match amical                                |
| 27 Janvier 2024   | Bouaké Côte d'Ivoire        | Angola - Namibie | 3-0   | CAN 2024 (deuxième Tour)                    |

#### Bilan
- Total de matchs disputés : 10
- Victoires de l'équipe d'Angola : 6
- Victoires de l'équipe de Namibie : 0
- Match nul : 4

### Niger
Confrontations entre l'Angola et le Niger :
| Date            | Lieu          | Match          | Score | Compétition                                 |
| 8 juin 2008     | Niamey Niger  | Niger - Angola | 1-2   | Qualifications pour la Coupe d'Afrique 2008 |
| 12 octobre 2008 | Luanda Angola | Angola - Niger | 3-1   | Qualifications pour la Coupe d'Afrique 2008 |

#### Bilan
- Total de matchs disputés : 2
- Victoires de l'équipe d'Angola : 2
- Victoires de l'équipe du Niger : 0
- Match nul : 1

### Nigeria
| Date             | Lieu                  | Match            | Score | Compétition                                 |
| 4 avril 1981     | Luanda Angola         | Angola - Nigeria | 0-0   | Match amical                                |
| 10 avril 1983    | Lagos Nigeria         | Nigeria - Angola | 2 - 0 | Qualifications pour la Coupe d'Afrique 1984 |
| 24 avril 1983    | Luanda Angola         | Angola - Nigeria | 1 - 0 | Qualifications pour la Coupe d'Afrique 1984 |
| 22 janvier 1989  | Luanda Angola         | Angola - Nigeria | 2 - 2 | Qualifications pour la Coupe du monde 1990  |
| 12 août 1989     | Lagos Nigeria         | Nigeria - Angola | 1 - 0 | Qualifications pour la Coupe du monde 1990  |
| 8 septembre 2002 | Luanda Angola         | Angola - Nigeria | 0 - 0 | Qualifications pour la Coupe d'Afrique 2004 |
| 21 juin 2003     | Benin City Nigeria    | Nigeria - Angola | 2 - 2 | Qualifications pour la Coupe d'Afrique 2004 |
| 20 juin 2004     | Luanda Angola         | Angola - Nigeria | 1 - 0 | Qualifications pour la Coupe du monde 2006  |
| 18 juin 2005     | Kano Nigeria          | Nigeria - Angola | 1 - 1 | Qualifications pour la Coupe du monde 2006  |
| 2 Février 2024   | Abidjan Côte d'Ivoire | Nigeria - Angola | 1-0   | CAN 2024 (1/4 De Final)                     |

#### Bilan
- Total de matchs disputés : 10
- Victoires de l'équipe d'Angola : 2
- Victoires de l'équipe du Nigeria : 3
- Match nul : 5

## O

### Ouganda
| Date          | Lieu            | Match            | Score | Compétition                                |
| 1er juin 1996 | Kampala Ouganda | Ouganda - Angola | 0 - 2 | Qualifications pour la Coupe du monde 1998 |
| 16 juin 1996  | Luanda Angola   | Angola - Ouganda | 3 - 1 | Qualifications pour la Coupe du monde 1998 |
| 14 juin 2008  | Kampala Ouganda | Ouganda - Angola | 3 - 1 | Qualifications pour la Coupe du monde 2010 |
| 23 juin 2008  | Luanda Angola   | Angola - Ouganda | 0 - 0 | Qualifications pour la Coupe du monde 2010 |

#### Bilan
- Total de matchs disputés : 4
- Victoires de l'équipe d'Angola : 2
- Victoires de l'équipe d'Ouganda : 1
- Match nul : 1

## P

### Portugal
Confrontations entre le Portugal et l'Angola :
| Date             | Lieu              | Match             | Score | Compétition                    |
| 29 mars 1989     | Lisbonne Portugal | Portugal - Angola | 6-0   | Match amical                   |
| 14 novembre 2001 | Lisbonne Portugal | Portugal - Angola | 5-1   | Match amical                   |
| 11 juin 2006     | Cologne Allemagne | Angola - Portugal | 0-1   | Coupe du monde 2006 (groupe D) |

#### Bilan
- Total de matchs disputés : 3
- Victoires de l'équipe du Portugal : 3
- Victoires de l'équipe d'Angola : 0
- Match nul : 0

## R

### République centrafricaine

#### Confrontations
Confrontations entre la République centrafricaine et l'Angola :
|   | Date         | Lieu    | Match                              | Score | Compétition                                                  |
| - | ------------ | ------- | ---------------------------------- | ----- | ------------------------------------------------------------ |
| 1 | 13 juin 2015 | Lubango | Angola - République centrafricaine | 4-0   | Qualifications à la Coupe d'Afrique des nations 2017 (gr. B) |
| 2 | 5 juin 2016  | Bangui  | République centrafricaine - Angola | 3-1   | Qualifications à la Coupe d'Afrique des nations 2017 (gr. D) |

#### Bilan
Au 19 avril 2019 :
- Total de matchs disputés : 2
- Victoires de la République centrafricaine : 1
- Matchs nuls : 0
- Victoires de l'Angola : 1
- Total de buts marqués par la République centrafricaine : 3
- Total de buts marqués par l'Angola : 5

### Rwanda
| Date             | Lieu          | Match           | Score | Compétition                                |
| 5 septembre 2004 | Luanda Angola | Angola - Rwanda | 1 - 0 | Qualifications pour la Coupe du monde 2006 |
| 8 octobre 2005   | Kigali Rwanda | Rwanda - Angola | 0 - 1 | Qualifications pour la Coupe du monde 2006 |

#### Bilan
- Total de matchs disputés : 2
- Victoires de l'équipe d'Angola : 2
- Victoires de l'équipe du Rwanda : 0
- Match nul : 0

## S

### Sao Tomé-et-Principe
Confrontations entre l'Angola et Sao Tomé-et-Principe :
| Date            | Lieu                      | Match                         | Score | Compétition  |
| 27 juillet 1987 | ???? Sao Tomé-et-Principe | Sao Tomé-et-Principe - Angola | 1-1   | Match amical |

#### Bilan
- Total de matchs disputés : 1
- Victoires de l'équipe d'Angola : 0
- Victoires de l'équipe de Sao Tomé-et-Principe : 0
- Match nul : 1

### Sénégal
Confrontations entre l'Angola et le Sénégal :
| Date             | Lieu     | Match            | Score              | Compétition                                               |
| 1er juillet 1984 | Luanda   | Angola - Sénégal | 1-0                | Qualifications pour la Coupe du monde 1986 (Premier tour) |
| 15 juillet 1984  | Dakar    | Sénégal - Angola | 1-0 a.p. (3-4 pen) | Qualifications pour la Coupe du monde 1986 (Premier tour) |
| 18 novembre 1988 | Praia    | Sénégal - Angola | 2-1                | Match amical                                              |
| 27 janvier 2008  | Tamale   | Sénégal - Angola | 1-3                | Coupe d'Afrique 2008 (Groupe D)                           |
| 5 septembre 2009 | Portimão | Angola - Sénégal | 1-1                | Match amical                                              |
| 23 mars 2013     | Conakry  | Sénégal - Angola | 1-1                | Qualifications pour la Coupe du monde 2014 (Groupe J)     |
| 8 juin 2013      | Luanda   | Angola - Sénégal | 1-1                | Qualifications pour la Coupe du monde 2014 (Groupe J)     |

#### Bilan partiel
- Total de matchs disputés : 7
- Victoires du Sénégal : 2
- Victoires de l'Angola : 2
- Match nul : 3
- Buts marqués par l'Angola : 8
- Buts marqués par le Sénégal : 7

### Sierra Leone

#### Confrontations
Confrontations entre la Sierra Leone et l'Angola :
|   | Date            | Lieu    | Match                 | Score | Compétition  |
| - | --------------- | ------- | --------------------- | ----- | ------------ |
| 1 | 14 janvier 2012 | Cabinda | Angola - Sierra Leone | 3-1   | Match amical |

#### Bilan
Au 22 avril 2019 :
- Total de matchs disputés : 1
- Victoires de la Sierra Leone : 0
- Matchs nuls : 0
- Victoires de l'Angola : 1
- Total de buts marqués par la Sierra Leone : 1
- Total de buts marqués par l'Angola : 3

### Soudan
| Date             | Lieu            | Match           | Score | Compétition                                |
| 7 août 1988      | Luanda Angola   | Angola - Soudan | 0 - 0 | Qualifications pour la Coupe du monde 1990 |
| 11 novembre 1988 | Khartoum Soudan | Soudan - Angola | 1 - 2 | Qualifications pour la Coupe du monde 1990 |

#### Bilan
- Total de matchs disputés : 2
- Victoires de l'équipe d'Angola : 1
- Victoires de l'équipe du Soudan : 0
- Match nul : 1

### Swaziland
Confrontations entre l'Angola et le Swaziland :
| Date             | Lieu              | Match              | Score | Compétition                                 |
| 2 septembre 1990 | Lobamba Swaziland | Swaziland - Angola | 1-1   | Qualifications pour la Coupe d'Afrique 1992 |
| 16 juillet 1991  | Luanda Angola     | Angola - Swaziland | 1-1   | Qualifications pour la Coupe d'Afrique 1992 |
| 8 mars 1998      | Lobamba Swaziland | Swaziland - Angola | 0-1   | Match amical                                |
| 9 avril 2000     | Lobamba Swaziland | Swaziland - Angola | 0-1   | Qualifications pour la Coupe du monde 2002  |
| 23 avril 2000    | Luanda Angola     | Angola - Swaziland | 7-1   | Qualifications pour la Coupe du monde 2002  |
| 6 janvier 2001   | Manzini Swaziland | Swaziland - Angola | 1-0   | Match amical                                |
| 3 septembre 2006 | Lobamba Swaziland | Swaziland - Angola | 0-2   | Qualifications pour la Coupe d'Afrique 2008 |
| 17 juin 2007     | Luanda Angola     | Angola - Swaziland | 3-0   | Qualifications pour la Coupe d'Afrique 2008 |

#### Bilan
- Total de matchs disputés : 8
- Victoires de l'équipe d'Angola : 5
- Victoires de l'équipe du Swaziland : 1
- Match nul : 2

## T

### Tanzanie
Confrontations entre l'Angola et la Tanzanie :
| Date             | Lieu                  | Match             | Score | Compétition  |
| 7 décembre 1986  | Luanda Angola         | Angola - Tanzanie | 1-0   | Match amical |
| 18 novembre 2006 | Dar es Salam Tanzanie | Tanzanie - Angola | 1-1   | Match amical |

#### Bilan
- Total de matchs disputés : 2
- Victoires de l'équipe d'Angola : 1
- Victoires de l'équipe de Tanzanie : 0
- Match nul : 1

### Tchad
Confrontations entre l'Angola et le Tchad :
| Date             | Lieu            | Match          | Score | Compétition                                |
| 12 octobre 2003  | N'Djaména Tchad | Tchad - Angola | 3-1   | Qualifications pour la Coupe du monde 2006 |
| 16 novembre 2003 | Luanda Angola   | Angola - Tchad | 2-0   | Qualifications pour la Coupe du monde 2006 |

#### Bilan
- Total de matchs disputés : 2
- Victoires de l'équipe d'Angola : 1
- Victoires de l'équipe du Tchad : 1
- Match nul : 0

### Togo
| Date            | Lieu            | Match         | Score | Compétition                                |
| 28 février 1993 | Lomé Togo       | Togo - Angola | 0 - 1 | Qualifications pour la Coupe du monde 1994 |
| 6 avril 1997    | Luanda Angola   | Angola - Togo | 3 - 1 | Qualifications pour la Coupe du monde 1994 |
| 17 août 1997    | Lomé Togo       | Togo - Angola | 1 - 1 | Qualifications pour la Coupe du monde 1998 |
| 11 mars 2001    | Lomé Togo       | Togo - Angola | 1 - 1 | Qualifications pour la Coupe du monde 2002 |
| 29 juillet 2001 | Luanda Angola   | Angola - Togo | 1 - 1 | Qualifications pour la Coupe du monde 2002 |
| 29 janvier 2006 | Le Caire Égypte | Angola - Togo | 3 - 2 | Coupe d'Afrique 2006                       |

#### Bilan
- Total de matchs disputés : 7
- Victoires de l'équipe d'Angola : 3
- Victoires de l'équipe du Togo : 0
- Match nul : 4

### Tunisie

#### Confrontations
Confrontations entre la Tunisie et l'Angola en matches officiels :
|   | Date            | Lieu        | Match            | Score | Compétition                                     |
| - | --------------- | ----------- | ---------------- | ----- | ----------------------------------------------- |
| 1 | 11 octobre 1980 | Luanda      | Angola - Tunisie | 1-1   | Match amical                                    |
| 2 | 8 décembre 1982 | Tunis       | Tunisie - Angola | 3-1   | Match amical                                    |
| 3 | 27 mai 2005     | Tunis       | Tunisie - Angola | 4-1   | Match amical                                    |
| 4 | 31 janvier 2008 | Tamale      | Angola - Tunisie | 0-0   | Coupe d'Afrique des nations 2008 (gr. D)        |
| 5 | 20 août 2008    | Tunis       | Tunisie - Angola | 1-1   | Match amical                                    |
| 6 | 7 février 2011  | Port-Soudan | Angola - Tunisie | 1-1   | Championnat d'Afrique des nations 2011 (gr. D)  |
| 7 | 25 février 2011 | Omdourman   | Tunisie - Angola | 3-0   | Championnat d'Afrique des nations 2011 (finale) |
| 8 | 24 juin 2019    | Suez        | Tunisie - Angola | 1-1   | Coupe d'Afrique des nations 2019 (gr. E)        |

#### Bilan
Au 30 juin 2019 :
- Total de matchs disputés : 8
- Victoires de la Tunisie : 3
- Matchs nuls : 5
- Victoires de l'Angola : 0
- Total de buts marqués par la Tunisie : 14
- Total de buts marqués par l'Angola : 6

### Turquie
Confrontations entre l'Angola et la Turquie :
| Date        | Lieu            | Match            | Score | Compétition  |
| 2 juin 2006 | Arnhem Pays-Bas | Angola - Turquie | 2-3   | Match amical |

#### Bilan
- Total de matchs disputés : 1
- Victoires de l'équipe d'Angola : 0
- Victoires de l'équipe de Turquie : 1
- Match nul : 0

## V

### Venezuela
| Date             | Lieu              | Match              | Score | Compétition  |
| 19 novembre 2008 | Barinas Venezuela | Venezuela - Angola | 0 - 0 | Match amical |

#### Bilan
- Total de matchs disputés : 1
- Victoires de l'équipe d'Angola : 0
- Victoires de l'équipe du Venezuela : 0
- Match nul : 1

## Z

### Zaïre
| Date             | Lieu              | Match          | Score | Compétition                                 |
| 29 août 1981     | Luanda Angola     | Angola - Zaïre | 1 - 1 | Match amical                                |
| 29 mars 1987     | Kinshasa Zaïre    | Zaïre - Angola | 3 - 0 | Qualifications pour la Coupe d'Afrique 1988 |
| 11 novembre 1987 | Luanda Angola     | Angola - Zaïre | 1 - 0 | Qualifications pour la Coupe d'Afrique 1988 |
| 21 avril 1987    | Brazzaville Zaïre | Zaïre - Angola | 1 - 2 | Match amical                                |
| 30 décembre 1988 | ???? Zaïre        | Zaïre - Angola | 0 - 0 | Match amical                                |

#### Bilan
- Total de matchs disputés : 5
- Victoires de l'équipe d'Angola : 2
- Victoires de l'équipe du Zaïre : 1
- Match nul : 2

### Zambie
| Date              | Lieu            | Match           | Score                | Compétition                                 |
| 1er novembre 1980 | Lusaka Zambie   | Zambie - Angola | 0 - 0                | Match amical                                |
| 2 novembre 1980   | Lusaka Zambie   | Zambie - Angola | 1 - 1                | Match amical                                |
| 10 décembre 1986  | Luanda Angola   | Angola - Zambie | 0 - 1                | Match amical                                |
| 24 octobre 1987   | Lusaka Zambie   | Zambie - Angola | 2 - 0                | Match amical                                |
| 14 avril 1991     | Luanda Angola   | Angola - Zambie | 1 - 2                | Qualifications pour la Coupe d'Afrique 1992 |
| 27 juillet 1991   | Lusaka Zambie   | Zambie - Angola | 1 - 0                | Qualifications pour la Coupe d'Afrique 1992 |
| 3 mai 1998        | Luanda Angola   | Angola - Zambie | 1 - 1                | Match amical                                |
| 14 août 1999      | Lusaka Zambie   | Zambie - Angola | 0 - 1                | Match amical                                |
| 18 juin 2000      | Luanda Angola   | Angola - Zambie | 2 - 1                | Qualifications pour la Coupe du monde 2002  |
| 21 avril 2001     | Chingola Zambie | Zambie - Angola | 1 - 1                | Qualifications pour la Coupe du monde 2002  |
| 18 août 2001      | Lusaka Zambie   | Zambie - Angola | 1 - 1 a.p. (2-4 pen) | Match amical                                |
| 20 novembre 2004  | Lusaka Zambie   | Zambie - Angola | 0 - 0 (4-5 pen)      | Match amical                                |
| 21 octobre 2006   | Lusaka Zambie   | Zambie - Angola | 2 - 0                | Match amical                                |

#### Bilan
- Total de matchs disputés : 13
- Victoires de l'équipe d'Angola : 2
- Victoires de l'équipe de Zambie : 5
- Match nul : 6

### Zimbabwe
| Date              | Lieu                    | Match             | Score | Compétition                                 |
| 10 novembre 1985  | Luanda Angola           | Angola - Zimbabwe | 2 - 3 | Match amical                                |
| 8 mars 1990       | Maputo Mozambique       | Zimbabwe - Angola | 2 - 0 | Match amical                                |
| 10 janvier 1993   | Luanda Angola           | Angola - Zimbabwe | 1 - 1 | Qualifications pour la Coupe du monde 1994  |
| 31 janvier 1993   | Harare Zimbabwe         | Zimbabwe - Angola | 2 - 1 | Qualifications pour la Coupe du monde 1994  |
| 10 novembre 1996  | Luanda Angola           | Angola - Zimbabwe | 2 - 1 | Qualifications pour la Coupe du monde 1998  |
| 23 février 1997   | Harare Zimbabwe         | Zimbabwe - Angola | 1 - 0 | Qualifications pour la Coupe d'Afrique 1998 |
| 27 avril 1997     | Harare Zimbabwe         | Zimbabwe - Angola | 0 - 0 | Qualifications pour la Coupe du monde 1998  |
| 22 juillet 1997   | Luanda Angola           | Angola - Zimbabwe | 2 - 1 | Qualifications pour la Coupe d'Afrique 1998 |
| 30 août 1998      | Luanda Angola           | Angola - Zimbabwe | 2 - 1 | Match amical                                |
| 16 septembre 2001 | Luanda Angola           | Angola - Zimbabwe | 0 - 0 | Match amical                                |
| 29 septembre 2001 | Harare Zimbabwe         | Zimbabwe - Angola | 0 - 1 | Match amical                                |
| 20 avril 2003     | Harare Zimbabwe         | Zimbabwe - Angola | 1 - 0 | Match amical                                |
| 10 octobre 2004   | Luanda Angola           | Angola - Zimbabwe | 1- 0  | Qualifications pour la Coupe du monde 2006  |
| 27 mars 2005      | Harare Zimbabwe         | Zimbabwe - Angola | 2 -0  | Qualifications pour la Coupe du monde 2006  |
| 13 août 2005      | Mmabatho Afrique du Sud | Zimbabwe - Angola | 2 - 1 | Match amical                                |
| 17 septembre 2006 | Harare Zimbabwe         | Zimbabwe - Angola | 1 - 2 | Match amical                                |

#### Bilan
- Total de matchs disputés : 16
- Victoires de l'équipe d'Angola : 6
- Victoires de l'équipe du Zimbabwe : 7
- Match nul : 3